# Авиаагрегат (Самара)
АО «Авиаагрегат» — советское и российское промышленное предприятие ВПК в городе Самара. Направление деятельности — работы по проектированию, изготовлению и испытаниям шасси, рулевых приводов, гидросиловых агрегатов летательных аппаратов. Является крупнейшей в России фирмой по данной тематике.
С 2009 года входит в холдинг «Технодинамика» государственной корпорации «Ростех».
Почтовый адрес предприятия: 443009 г. Самара, Заводское ш., 5.
Из-за вторжения России на Украину предприятие находится под санкциями всех стран Евросоюза и США.

## История
Завод № 35 Наркомата авиационной промышленности был образован в ходе эвакуации осенью 1941 года из города Ступино Московской области Авиакомбината № 150, как часть промышленного производства металлических воздушных винтов для самолётов. Завод разместили в пос. Безымянка на территорию бытовок строящегося самолётостроительного завода № 122.
Вновь образованный завод № 35 имел условное наименование — п/я 147. Для разработки и сопровождения производства при заводе было образовано опытно-конструкторское бюро (бывшее ОКБ-150 Ступинского авиакомбината № 150).
На новом месте завод вводился в строй силами заключённых Безымянлага.
Первая продукция предприятия — воздушный винт АВ-5 для самолёта Пе-2. Продукция в годы ВОВ: воздушные винты изменяемого шага — АВ-5Л-158, АВ-5Л-139, АВ-5Л-167, АВ-5Л-124; ВИШ-21, ВИШ-22Т, ВИШ-23.
Всего за годы военного производства предприятие поставило ~90 тыс. авиационных винтов.
В ходе реэвакуации производств бывшего Авиакомбината № 150 назад в Ступино завод № 35 остался в г. Куйбышеве, но ОКБ завода в январе 1944 года вернули в подмосковье, где заново создавалось опытное производство и опытный винтостроительный завод № 25.
В 1945 году, по представлению Народного комиссариата авиационной промышленности, завод № 35 был награждён орденом Красной Звезды.
После окончания войны, в 1946 году на заводе проводится реорганизация производства и он переходит на выпуск агрегатов шасси для самолётов: для истребителя МиГ-15, истребителя-бомбардировщика Су-7, пассажирского самолёта Ту-124, тяжёлого многоцелевого вертолёта Ми-6.
Кроме того, на заводе было запущено производство гражданской продукции, в том числе, хлебоуборочных, кукурузоуборочных, и свёклоуборочных (СКЕМ-3) комбайнов, а также различных товаров народного потребления.
В соответствии с Постановлением Совета министров СССР № 713-342 от 26.06.1957 года завод из структуры авиапрома был передан в ведение Куйбышевского СНХ РСФСР. Имел наименование — Куйбышевский агрегатный завод.
В 1964 году на базе завода было вновь воссоздано ОКБ-35 Минавиапрома, условное наименование — предприятие п/я 600. Направление деятельности — разработка агрегатов шасси.
Завод начал выпуск шасси для самолётов Ан-24, Ту-134, Ту-134А, Су-24 и вертолётов Ми-6, Ми-10, Ка-25 и Ка-27. С 1971 года предприятие приступило к разработке и запуску в производство шасси для самолётов Ту-154, Ан-124, МиГ-23, МиГ-27 и Ан-72.
В 1972 году Куйбышевский агрегатный завод в качестве головного предприятия вошёл в состав Агрегатного производственно-конструкторского объединения Министерства авиационной промышленности СССР, затем преобразовано в Куйбышевское агрегатное ПО (КАПО) МАП, или предприятие «п/я А-7654». По приказу № 207с от 29.08.1972 года в КАПО вошло ОКБ-35, получив название — Куйбышевское КБ шасси самолетов и вертолетов Минавиапрома, или предприятие «п/я В-2614». Численность персонала предприятия по состоянию на 1972 год — 6550 человек
С 1980-х годов на заводе начался серийный выпуск агрегатов шасси для самолётов Ту-204, Ту-214, Ил-86, Ил-96, Ту-160. Для Ту-160 было освоено производство рулевых приводов РП-76 и РП-79. Изготавливал комплектующие для ОК «Буран».
Продолжался выпуск и увеличивается объём продукции гражданского назначения.
В 1987 году Куйбышевское агрегатное ПО было передано в ведение 7 ГУ МАП.
Производство: агрегаты шасси самолётов и вертолётов, агрегаты авиационного вооружения — блоки НУР: УБ-16-57У (с конца 1950-х гг), УБ-32 (1983 год), Б-8М1, Б-8В20, Б-8В7, Б-13Л (1990-е гг); сельскохозяйственные машины; гидроцилиндры для наземной техники, амортизаторы, муфты для автомобилей ГАЗ, УАЗ, поглощающие аппараты сцепок цистерн.
КБ шасси самолетов и вертолетов (ОКБ-35). В соответствии с ПСМ № 1053-353 от 17.11.1967 г. по приказу № 421сс от 12.12.1967 года КБ было определено головным предприятием по разработке шасси для самолёта Ил-76. Также в КБ создано шасси на воздушной подушке для Ан-714 (1970 год). Разработка поплавков для ВВА-14 (начало 1970-х). При создании самолёта Ил-86 в ОКБ Ильюшина из Куйбышева был направлен ряд специалистов для оказания помощи в проектировании шасси самолёта.
После развала СССР предприятие продолжало работать по основному профилю. 2 июня 1994 года предприятие было преобразовано в АООТ «Авиаагрегат», в составе серийного завода и ОКБ.
В 1996 году было образовано московское представительство предприятия по адресу: 111024 г. Москва, пр. Энтузиастов, 17.
В 1996—1997 годах волна общесистемного кризиса докатилась и до «Авиаагрегата». Объём выпускаемой продукции сократился почти на две трети, упав до 32 % от уровня 1995 года. Почти половина рабочего коллектива (1460 человек из 2744) оказалась на улице. В начале 1997 года стало очевидно, что предприятие не в состоянии самостоятельно выбраться из долговой петли. В мае этого же года на «Авиаагрегате» было введено внешнее управление. Внешним управляющим завода был назначен президент АО «Самарские автомобили» Владимир Дылюк. Пост исполнительного директора занял Геннадий Кулаков. Дылюк разработал программу выхода из кризиса, что привело уже в 1998 году к росту выпуска продукции на 5 % по сравнению с предыдущим годом — до 69,6 млн рублей. Долги за электроэнергию перед «Самараэнерго» снизились с 16 до 6 млн рублей. По достижении устойчивых положительных тенденций на «Авиаагрегате» внешнее управление было снято[когда?], руководство предприятия полностью перешло в руки Кулакова.
С начала 2000-х годов «Авиаагрегат» находился в относительно стабильном состоянии. Предприятие приступило к производству шасси для самолёта «Даймонд» DA 42, изготовлен первый опытный комплект шасси для реактивного самолёта «Даймонд» D-Jet.
По решению Правительства № 22-р от 9.01.2004 года и Указу Президента РФ № 1009 от 4.08.2004 года ОАО «Агрегат» вошло в число стратегических оборонных предприятий.
В 2005 году выручка от реализации основной продукции и услуг достигла 664 млн рублей (без НДС), что на 3,9 % больше, чем в 2004 году. Чистая прибыль составила 18,8 млн рублей. Коллектив завода насчитывал 1867 человек, средняя заработная плата промышленно-производственного персонала превышала 7 тысяч рублей, за год она выросла на 2 %.
Указом Президента № 1052 от 10.07.2008 года ОАО исключено из перечня стратегических предприятий и включено в состав Корпорации «Ростехнологии».
В 2008 году на предприятии началось освоение производства новых шасси для самолётов «Рысачок», Ил-112В, Ту-204 СМ, МС-21, вертолёта Ка-62. Внедрены в серийное производство гидродомкраты для ЗРК «Печора-2М», гидроцилиндры для ЗРК «Бук-М1» и др.
В 2011 году в компании завершён комплекс работ по разработке конструкторско-технологической документации и освоению серийного производства шасси и самолётных гидроцилиндров к новому транспортному самолёту Ил-76МД-90А. В 2011 году выручка «Авиаагрегата» составила 1,8 млрд рублей, чистая прибыль — 114,4 млн рублей.
С 2012 года ситуация на «Авиаагрегате» начала меняться в лучшую сторону. Если в I квартале года выручка «Авиаагрегата» составила 212,6 млн рублей, а чистая прибыль — 699 тыс. рублей, то уже в первом полугодии 2014 года чистая прибыль предприятия выросла по сравнению с аналогичным периодом 2013 года в 15 раз и составила 70 млн рублей, выручка — 1 млрд рублей. При этом объём отгруженной продукции самарского завода за первое полугодие 2014 года увеличился на 70 % и составил более 1,5 млрд рублей, в то время как за первое полугодие 2013 года — 918 млн рублей, соответственно.. В июле 2012 года «Ростехнологии» заявили, что будут производить на АО «Авиаагрегат» взлётно-посадочные системы мирового класса.
На начало 2014 года расходы на научно-исследовательские и опытно-конструкторские разработки (НИОКР) составили почти 160 млн рублей.
В рамках государственной программы «Развитие авиационной промышленности на 2013–2025 годы» предприятие проводит масштабную модернизацию производственных помещений и цехов. Предполагаемый объём инвестиций на модернизацию производственной площадки «Авиаагрегата» до 2020 года составит более 4 млрд рублей.)

## Современная продукция
Шасси и гидроцилиндры для самолётов и вертолётовИл-96, Ту-204/214, Ан-32, Ан-74, Ан-148, Ил-76МД-90А, Ка-62.
- гидроцилиндры реверса для двигателей ПС-90;

Серийная поставка элементов шасси для Sukhoi Superjet 100 (с 2014) — комплекты звеньев подкосов шасси, которые позволяют выпускать и убирать шасси.
Серийное производство (с 2014) взлётно-посадочных устройств (ВПУ) для перспективного многоцелевого вертолёта Ка-62.; разработанные шасси позволяют обеспечить требования к посадке вертолёта с большими вертикальными скоростями, что в свою очередь даёт потенциальную возможность применения на кораблях.
Новые комплекты шасси для тяжёлого военно-транспортного самолёта Ил-76МД-90А (конструкционные изменения самолёта, в том числе модернизированное шасси, позволили увеличить грузоподъёмность самолёта до 60 тонн, а максимальную взлётную массу до 210 тонн.
).
На «Авиаагрегате» запущен ряд перспективных проектов, например, разработка и производство ВПУ для перспективного авиационного комплекса дальней авиации (ПАК ДА),
а также выпуск продукции для многофункционального транспортного самолёта (МТА), лёгкого транспортного самолёта нового поколения Ил-112В, учебно-тренировочного Як-152.
Также, предприятие работает над отдельными агрегатами системы ВПУ для МС-21 и серийным производством шасси для четырёхместного двухдвигательного самолёта «Даймонд» Da42.
Военная техника
- блоки пуска неуправляемых авиационных ракет для вертолётов и самолётов;
- гидроцилиндры и гидродомкраты для комплексов ЗРК;

Агрегаты народно-хозяйственного применения
- гидроцилиндры общего применения (для подъёмно-транспортных, коммунально-уборочных, сельскохозяйственных, дорожных, строительных и других машин и механизмов);
- поглощающие аппараты для железнодорожного транспорта;
- вязкостные муфты привода вентилятора для автомобилей.

Прочее
Предприятие участвует в проекте по восстановлению легендарного советского штурмовика Ил-2. Для легендарного самолёта «Авиаагрегат» изготовит детали шасси.
В 1941—1945 годах детали и продукция для Ил-2 производились на «Авиаагрегате» (всего в военные годы завод произвёл более 40 тыс. винтов для этого штурмовика). К 9 мая 2015 года штурмовик был доведён до лётной готовности и принял участие в параде в честь 70-летия Победы в Великой Отечественной войне.

## Собственники
Крупнейшие держатели акций (2009) 

ГК «Ростехнологии» — 81,09 % 

Кулаков Геннадий Алексеевич — 7,35 % 

Леушкин Алексей Иванович — 6,46 % 

АКБ «ТКБ» (ЗАО) — 2,78 %